# Veroniceae
Veroniceae  (лат.) — триба травянистых растений семейства Подорожниковые (Plantaginaceae). Выделена Жаном Этьеном Дюби в 1828 году в книге «Botanicon gallicum; seu Synopsis plantarum in Flora gallica descriptarum». Отличительные признаки: две тычинки, венчик колесовидный, неправильный.
В трибу входит 16 родов, ранее в трибу включали около 30 родов, однако многие роды в настоящее время расформированы. Статус некоторых родов обсуждается.
Список родов:
- Besseya Rydb.
- Chionohebe B.G.Briggs & Ehrend.
- Detzneria Schltr. ex Diels
- Hebe Comm. ex Juss. — Хебе
- Kashmiria D.Y.Hong
- Lagotis Gaertn. — Лаготис
- Neopicrorhiza D.Y.Hong
- Paederota L. — Педерота, или Падерота
- Parahebe W.R.B.Oliv. — Парахебе[4]
- Picrorhiza Royle ex Benth. — Пикрориза
- Scrofella Maxim.
- Synthyris Benth. — Синтирис[4]
- Veronica L. typus — Вероника
- Veronicastrum Heist. ex Fabr. — Вероникаструм[5]
- Wulfenia Jacq. — Вульфения
- Wulfeniopsis D.Y.Hong